# Campionats del món de ciclisme de muntanya – Camp a través per relleus
El Campionat del món de Camp a través per relleus és una de les curses ciclistes que formen part dels Campionats del món de ciclisme de muntanya. La cursa està organitzada per la Unió Ciclista Internacional i es disputa anualment en un país diferent. La primera edició data del 1999.
Es disputa per equips nacionals formats per quatre ciclistes, tres masculins (elit, sub-23 i júnior) i una femenina.

## Palmarès
| Any                     | Or                                                                                         | Plata | Bronze                                                                                               |
| 1999 Åre                | Espanya · Roberto Lezaun · Margalida Fullana · Carlos Coloma · José Antonio Hermida        | França · Miguel Martinez · Sandra Temporelli · Julien Absalon · Nicolas Filippi                                    | Canadà · Roland Green · Alison Sydor · Ryder Hesjedal · Ricky Federau                                |
| 2000 Sierra Nevada      | Espanya · Roberto Lezaun · Margalida Fullana · Iñaki Lejarreta · José Antonio Hermida      | Suïssa · Florian Vogel · Christoph Sauser · Barbara Blatter · Silvio Bundi                                         | Itàlia · Marco Bui · Leonardo Zanotti · Mirko Faranisi · Paola Pezzo                                 |
| 2001 Vail               | Canadà · Ryder Hesjedal · Roland Green · Adam Coates · Chrissy Redden                      | Austràlia · Sid Taberlay · Mary Grigson · Trent Lowe · Cadel Evans                                                 | Espanya · José Antonio Hermida · Carlos Coloma · Iñaki Lejarreta · Janet Puiggròs                    |
| 2002 Kaprun             | Canadà · Ryder Hesjedal · Alison Sydor · Roland Green · Max Plaxton                        | França · Julien Absalon · Laurence Leboucher · Jean-Eudes Demaret · Cédric Ravanel                                 | Suïssa · Florian Vogel · Thomas Frischknecht · Petra Henzi · Lukas Flückiger                         |
| 2003 Lugano             | Polònia · Marcin Karczynski · Anna Szafraniec · Piotr Formicki · Kryspin Pyrgies           | Suïssa · Balz Weber · Ralph Näf · Barbara Blatter · Nino Schurter                                                  | Canadà · Roland Green · Ricky Federau · Max Plaxton · Christina Redden                               |
| 2004 Les Gets           | Canadà · Geoff Kabush · Max Plaxton · Kiara Bisaro · Raphaël Gagné                         | Suïssa · Ralph Näf · Florian Vogel · Nino Schurter · Barbara Blatter                                               | Polònia · Marcin Karczynski · Kryspin Pyrgies · Pawel Szpila · Maja Włoszczowska                     |
| 2005 Livigno            | Espanya · Rubén Ruzafa · Oliver Avilés · Rocio Gamonal · José Antonio Hermida              | Itàlia · Marco Bui · Tony Longo · Eva Lechner · Johannes Schweiggl                                                 | França · Alexis Vuillermoz · Stéphane Tempier · Séverine Hansen · Cédric Ravanel                     |
| 2006 Rotorua            | Suïssa · Florian Vogel · Martin Fanger · Petra Henzi · Nino Schurter                       | Itàlia · Tony Longo · Cristian Cominelli · Eva Lechner · Yader Zoli                                                | Polònia · Marcin Karczyński · Adrian Działakiewicz · Maja Włoszczowska · Kryspin Pyrgies             |
| 2007 Fort William       | Suïssa · Florian Vogel · Thomas Litscher · Petra Henzi · Nino Schurter                     | Polònia · Marcin Karczynski · Piotr Brzózka · Maja Włoszczowska · Dariusz Batek                                    | Estats Units · Georgia Gould · Ethan Gilmour · Samuel Schultz · Adam Craig                           |
| 2008 Val di Sole        | França · Jean-Christophe Péraud · Arnaud Jouffroy · Laurence Leboucher · Alexis Vuillermoz | Suïssa · Florian Vogel · Matthias Rupp · Petra Henzi · Nino Schurter                                               | Itàlia · Marco Aurelio Fontana · Gerhard Kerschbaumer · Eva Lechner · Cristian Cominelli             |
| 2009 Canberra           | Itàlia · Marco Aurelio Fontana · Gerhard Kerschbaumer · Eva Lechner · Cristian Cominelli   | Canadà · Raphaël Gagné · Geoff Kabush · Evan Guthrie · Catharine Pendrel                                           | França · Alexis Vuillermoz · Cédric Ravanel · Hugo Drechou · Cécile Rode Ravanel                     |
| 2010 Mont-Sainte-Anne   | Suïssa · Thomas Litscher · Roger Walder · Ralph Näf · Katrin Leumann                       | Alemanya · Manuel Fumic · Julian Schelb · Marcel Fleschhut · Sabine Spitz                                          | Txèquia · Jaroslav Kulhavý · Ondřej Cink · Tomáš Paprstka · Kateřina Nash                            |
| 2011 Champéry           | França · Fabien Canal · Victor Koretzky · Julie Bresset · Maxime Marotte                   | Suïssa · Thomas Litscher · Lars Forster · Nathalie Schneitter · Nino Schurter                                      | Itàlia · Gerhard Kerschbaumer · Lorenzo Samparisi · Eva Lechner · Marco Aurelio Fontana              |
| 2012 Saalfelden-Leogang | Itàlia · Marco Aurelio Fontana · Beltain Schmid · Eva Lechner · Luca Braidot               | França · Jordan Sarrou · Victor Koretzky · Julie Bresset · Maxime Marotte                                          | Alemanya · Markus Schulte-Lünzum · Martin Frey · Sabine Spitz · Manuel Fumic                         |
| 2013 Pietermaritzburg   | Itàlia · Marco Aurelio Fontana · Gioele Bertolini · Eva Lechner · Gerhard Kerschbaumer     | França · Jordan Sarrou · Raphaël Gay · Julie Bresset · Maxime Marotte                                              | Alemanya · Markus Schulte-Lünzum · Georg Egger · Hanna Klein · Manuel Fumic                          |
| 2014 Hafjell            | França · Jordan Sarrou · Hugo Pigeon · Pauline Ferrand-Prévot · Maxime Marotte             | Suïssa · Andri Frichknecht · Filippo Colombo · Jolanda Neff · Nino Schurter                                        | Txèquia · Krystof Bogar · Jan Rajchart · Kateřina Nash · Jaroslav Kulhavý                            |
| 2015 Vallnord           | França · Victor Koretzky · Antoine Philipp · Pauline Ferrand-Prévot · Jordan Sarrou        | Dinamarca · Simon Andreassen · Niels Rasmussen · Annika Langvad · Sebastian Carstensen                             | Itàlia · Gioele Bertolini · Francesco Bonetto · Eva Lechner · Marco Aurelio Fontana                  |
| 2016 Nové Město         | França · Victor Koretzky · Benjamin Le Ny · Pauline Ferrand-Prévot · Jordan Sarrou         | Txèquia · Matej Prudek · Richard Holec · Katerina Nash · Jaroslav Kulhavy                                          | Suïssa · Filippo Colombo · Vital Albin · Sina Frei · Lars Forster                                    |
| 2017 Cairns             | Suïssa · Filippo Colombo · Joel Roth · Sina Frei · Jolanda Neff · Nino Schurter            | Dinamarca · Sebastian Fini Carstensen · Alexander Young Andersen · Annika Langvad · Malene Degn · Simon Andreassen | França · Jordan Sarrou · Mathis Azzaro · Pauline Ferrand-Prévot · Lena Gerault · Neilo Perrin Ganier |